# Odznaka Honorowa „Za zasługi w działaniach poza granicami Rzeczypospolitej Polskiej”
Odznaka Honorowa „Za zasługi w działaniach poza granicami Rzeczypospolitej Polskiej” – polskie odznaczenie resortowe, ustanowione w 2011 na mocy Ustawy o weteranach działań poza granicami państwa.
Szczegóły wzoru, trybu przyznawania, wręczania i noszenia odznaki określa rozporządzenie Ministra Spraw Wewnętrznych z dnia 5 lutego 2013 r., które weszło w życie 6 marca 2013.

## Zasady nadawania
Odznaka jest wyróżnieniem nadawanym weteranowi-funkcjonariuszowi albo weteranowi poszkodowanemu-funkcjonariuszowi w uznaniu jego zasług wykazanych podczas działań poza granicami RP. Odznakę nadaje minister właściwy do spraw wewnętrznych na wniosek:
- Komendanta Głównego Policji,
- Komendanta Głównego Straży Granicznej,
- Szefa Biura Ochrony Rządu (od 2018 Komendanta Służby Ochrony Państwa[3]),
- Komendanta Głównego Państwowej Straży Pożarnej.

Odznakę wręcza się w Dniu Weterana Działań poza Granicami Państwa (29 maja).
Odznaka może być nadana pośmiertnie.

## Insygnia
Odznaka ma formę krzyża maltańskiego o wymiarach 40 × 40 mm, wykonanego z metalu srebrzonego i oksydowanego, z uszkiem i kółkiem do zawieszenia w rozwidleniu górnego ramienia. Ramiona krzyża są pokryte jednostronnie granatową emalią w obramowaniu. Na awersie w części centralnej odznaki znajduje się wizerunek czteropromiennej gwiazdy o wymiarach 25 × 25 mm, z umieszczonym na niej stylizowanym wieńcem wawrzynowym, przerwanym u góry, z krzyżową przewiązką u dołu, okalającym wizerunek orła państwowego, całość srebrzona i oksydowana. Rewers krzyża jest gładki.
Odznaka jest zawieszona na wstążce z rypsu jedwabnego barwy granatowej, szerokości 35 mm, z dwoma pionowymi paskami szerokości 5 mm każdy, koloru białego i czerwonego, umieszczonymi w odstępie 2,5 mm od krawędzi wstążki. Wstążka jest przeciągnięta przez kółko znajdujące się na górnym ramieniu krzyża.
Udział w działaniach poza granicami Rzeczypospolitej Polskiej jest oznaczony przez nałożenie na wstążkę okucia w kształcie listewki metalowej o szerokości 7 mm, srebrzonej i oksydowanej, z polerowanymi krawędziami, z umieszczoną nazwą kraju, w którym pełniona była misja, w formie wypukłego, polerowanego napisu.
Odznakę nosi się na lewej piersi, po orderach i odznaczeniach państwowych.